# Yomigaeru Hi
Albums de The Back Horn
Doko e Yuku
(1999) Ningen Program
(2001)
Yomigaeru Hi (甦る陽) est le premier album complet sorti par le groupe japonais The Back Horn. Il est paru le 24 avril 2000, ce fut leur dernier album complètement indépendant avant leurs signatures chez Speedstar Records.

## Titres de l'album
1. Circus (サーカス) – 4:50
2. Hashiru Oka (走る丘) – 5:35
3. Shin Sekai (新世界) – 6:44
4. Limousine Drive (リムジン ドライブ) – 4:04
5. Mugen no Arano (無限の荒野) – 4:03
6. Yomigaeru Hi (甦る陽) – 5:51
7. Akanezora (茜空) – 5:21
8. Hitorigoto (ひとり言) – 4:29
9. Saraba, Ano Hi (さらば、あの日) – 4:55
10. Naiteiru Hito (泣いている人) – 7:40